# 이완 (1604년)
이완(李礻完, 1604년 ~ 1649년)은 조선의 문신이다. 자는 자완, 본관은 연안이다.

## 생애
인조 때에 문과에 급제하여 정자가 되었으며, 흉년으로 기근이 심하자 '구휼 10조'를 상소하여 이를 시행하게 하였다. 이어 병조좌랑을 거쳐 옥구 현감으로 있을 때 각종 잡세를 폐지하도록 건의하여 백성의 부담을 덜어 주었다. 1645년 대기근으로 진휼청을 두게 되자, 각도에 운미선을 보내어 비축미를 풀어 백성을 구제하였다. 1648년 지평으로 있을 때, 김자점이 뇌물을 받아 기강을 문란시킴을 상소하고는 벼슬에서 물러났다.